# Amber Glenn
Amber Glenn (* 28. Oktober 1999 in Plano) ist eine US-amerikanische Eiskunstläuferin, die im Einzellauf antritt.

## Sportliche Karriere
Amber Glenn begann 2004 im Alter von fünf Jahren mit dem Eiskunstlauf. 2014 wurde sie US-amerikanische Juniorenmeisterin. Bei den Juniorenweltmeisterschaften im selben Jahr erreichte sie den 7. Platz. Bei ihrer ersten Teilnahme an den US-amerikanischen Meisterschaften im Jahr 2015 belegte sie Platz 13.
2016 zog Glenn nach Euless, wo sie bis 2022 bei Darlene und Peter Cain trainierte. Ihr bestes Ergebnis bei den nationalen Meisterschaften war die Silbermedaille im Jahr 2021. Im Jahr darauf stand die Auswahl für die Olympischen Winterspiele 2022 auf dem Spiel. Glenn erreichte im Kurzprogramm nur Platz 14 und musste sich vor der Kür aufgrund eines positiven COVID-19-Tests aus der Meisterschaft zurückziehen. Für das amerikanische Olympiateam wurde Glenn als Nachrückerin benannt.
Zur Saison 2022/23 verlegte Glenn ihren Trainingsstandort nach Colorado Springs und trainiert seitdem bei Damon Allen und Tammy Gambill. Sie gewann eine Bronzemedaille bei Skate America sowie bei den nationalen Meisterschaften. Zusammen mit Isabeau Levito und Bradie Tennell vertrat Glenn die USA bei den Vier-Kontinente-Meisterschaften und den Weltmeisterschaften 2023. Bei den Vier-Kontinente-Meisterschaften erreichte sie den 7., bei den Weltmeisterschaften den 12. Platz.

## Persönliches
Amber Glenns Vater ist Polizist, ihre Mutter Fitnesstrainerin. Sie hat eine Schwester.
Seit ihrem Coming-out als bisexuell bzw. pansexuell im Jahr 2019 ist Amber Glenn eine der wenigen Frauen im Eiskunstlaufsport, die ihre queere Identität öffentlich gemacht haben. Zum Pride Month 2021 schrieb sie über diese Erfahrung und die Unterstützung, die sie in ihrem Umfeld und durch Fans erfuhr. Sie nennt Ashley Cain und Timothy LeDuc, mit denen sie jahrelang gemeinsam trainierte, als Vorbilder dafür, im Eiskunstlauf authentisch und unangepasst den eigenen Weg zu finden.

## Ergebnisse
| Meisterschaft/Saison            | 12/13 | 13/14 | 14/15 | 15/16 | 16/17 | 17/18 | 18/19 | 19/20 | 20/21 | 21/22 | 22/23 | 23/24 |
| ------------------------------- | ----- | ----- | ----- | ----- | ----- | ----- | ----- | ----- | ----- | ----- | ----- | ----- |
| Weltmeisterschaften             |       |       |       |       |       |       |       |       |       |       | 12.   |       |
| Vier-Kontinente-Meisterschaften |       |       |       |       |       |       |       | 9.    | 7.    |       | 7.    |       |
| U.S. Championships              |       |       | 13.   |       | 8.    | 8.    | 7.    | 5.    | 2.    | Z     | 3.    | 1.    |
| Grand-Prix-Serie/Saison         | 12/13 | 13/14 | 14/15 | 15/16 | 16/17 | 17/18 | 18/19 | 19/20 | 20/21 | 21/22 | 22/23 | 23/24 |
| Cup of China                    |       |       |       |       |       | 10.   |       | 6.    |       |       |       |       |
| NHK Trophy                      |       |       |       |       |       |       |       |       |       | 7.    | 11.   |       |
| Skate America                   |       |       |       |       |       |       |       | 7.    | 5.    | 6.    | 3.    | 5.    |
| Juniorenwettbewerb/Saison       | 12/13 | 13/14 | 14/15 | 15/16 | 16/17 | 17/18 | 18/19 | 19/20 | 20/21 | 21/22 | 22/23 | 23/24 |
| Juniorenweltmeisterschaften     |       | 7.    |       |       | Z     |       |       |       |       |       |       |       |
| Junior Grand Prix Tschechien    |       | 3.    |       |       |       |       |       |       |       |       |       |       |
| Junior Grand Prix Estland       |       |       | 6.    |       |       |       |       |       |       |       |       |       |
| Junior Grand Prix Frankreich    |       |       | 3.    |       |       |       |       |       |       |       |       |       |
| Junior Grand Prix Lettland      |       |       |       | 5.    |       |       |       |       |       |       |       |       |
| U.S. Championships              | 5.    | 1.    |       |       |       |       |       |       |       |       |       |       |
| Z = Teilnahme zurückgezogen     |       |       |       |       |       |       |       |       |       |       |       |       |